# Quatre regrets et un enterrement
Quatre regrets et un enterrement (Four Regrettings and a Funeral) est le troisième épisode de la vingt-cinquième saison de la série télévisée Les Simpson et le 533e épisode de la série. Il est sorti en première sur la chaîne américaine Fox le 3 novembre 2013. Il est dédié à Marcia Wallace, la voix d'Edna Krapabelle, décédée le 25 octobre 2013.

## Synopsis
Un habitant de Springfield est mort. Homer, Marge, M. Burns, et Kent Brockman se rappellent d'événements de leur vie qu'ils auraient aimé changer. Homer regrette d'avoir vendu des actions pour s'acheter une boule de bowling, Marge craint être la raison du mauvais comportement de Bart, M. Burns se souvient d'une Parisienne avec qui il aurait pu avoir une aventure et Kent Brockman regrette de ne pas avoir quitté Springfield pour être présentateur sur Fox News. 

## Réception
Lors de sa première diffusion l'épisode a attiré 5,5 millions de téléspectateurs.